# Melinopterus tingens
Melinopterus tingens é uma espécie de insetos coleópteros polífagos pertencente à família Aphodiidae.
A autoridade científica da espécie é Reitter, tendo sido descrita no ano de 1892.
Trata-se de uma espécie presente no território português.